# جبال ساسان

خريطة لجبال محافظة نينوى، ويظهر ساسان بالرقم (4) شمال تلعفر

جبال ساسان تقع في قضاء تلعفر في محافظة نينوى في شمال العراق.